# Feiertage in Namibia
Dies ist eine Übersicht über die landesweiten Feiertage in Namibia.
Diese sind im „Public Holidays Act 26“ von 1990 und dem „Public Holidays Amendment Act 16, 2004“ festgeschrieben. Es schreibt unter anderem auch fest, dass wenn ein Feiertag auf einen Sonntag fällt, der darauf folgenden Montag ein gesetzlicher Feiertag ist. Zudem können zusätzliche Feiertage jeweils für ein Jahr durch den Präsidenten festgesetzt werden. Außerdem sind die Tage, an denen Parlaments- und Präsidentschaftswahlen stattfinden, laut dem Electoral Act, 2014 stets Feiertage.

## Feste Feiertage
| Datum        | Bezeichnung |
| ------------ | --- |
| 1. Januar    | Neujahrstag New Years Day |
| 21. März     | Unabhängigkeitstag Independence Day                                                                                                  |
| 1. Mai       | Tag der Arbeit Workers' Day |
| 4. Mai       | Cassinga-Tag Cassinga Day |
| 25. Mai      | Afrikatag Africa Day |
| 28. Mai 1    | Völkermord-Gedenktag Genocide Remembrance Day                                                                                        |
| 26. August   | Heldentag Heroe's Day |
| 10. Dezember | Tag der namibischen Frauen und internationaler Tag der Menschenrechte 2 Day of the Namibian Women and International Human Rights Day |
| 25. Dezember | Weihnachten Christmas |
| 26. Dezember | Familientag Family Day |

## Bewegliche Feiertage
| Bezeichnung                          | Beschreibung          | Datum (aktuelles Jahr) | Datum (kommendes Jahr) |
| ------------------------------------ | --------------------- | ---------------------- | ---------------------- |
| Karfreitag Good Friday               | Christlicher Feiertag | 18.04.2025             | 03.04.2026             |
| Ostermontag Easter Monday            | Christlicher Feiertag | 21.04.2025             | 06.04.2026             |
| Christi Himmelfahrt Ascension Day    | Christlicher Feiertag | 29.05.2025             | 14.05.2026             |
| Parlaments- und Präsidentschaftswahl | Wahltag               | 27.11.2024             | 28.11.2029             |

## Gedenktage
| Datum         | Bezeichnung                                                       |
| ------------- | ----------------------------------------------------------------- |
| 9. Februar    | Verfassungstag Constitution Day                                   |
| 12. Mai 3     | Nujoma-Tag und Baumpflanzungstag Nujoma Day and Tree Planting Day |
| 16. Juni      | Tag des afrikanischen Kindes Day of the African Child             |
| 28. September | Tag des namibischen Kindes Day of the Namibian Child              |
| 24. Oktober   | Tag der Vereinten Nationen United Nations Day                     |